# Hartville (Missouri)
Pour les articles homonymes, voir Hartville.
La ville de Hartville est le siège du comté de Wright, situé dans l'État du Missouri, aux États-Unis. Lors du recensement de 2010, sa population s’élevait à 613 habitants.
En 2021, le bureau de l'US Census place le centre démographique des États-Unis au niveau de la ville de Hartville.